# Антон Макаренко
Антон Семьонович Макаренко (на украински: Анто́н Семе́нович Макаре́нко; на руски: Анто́н Семёнович Мака́ренко) е съветски възпитател, педагог в Украйна и писател в Русия.
Преди 1903 г. завършва педагогически курсове и започва да работи във вечерното училище в Белополие, като ограмотява колегите на баща си. В периода 1913 – 1917 г. завършва Полтавския висш институт (със златен медал).
В началото прогимназиален учител, след революцията Макаренко се посвещава на превъзпитанието на малолетни престъпници и на бездомни безпризорни деца. През 1920 г. организира колонията „Максим Горки“, а през 1927 г. – комуната „Феликс Дзерджински“. В тези колективи малолетните са разделени на групи за извършване на обща работа под ръководството на възпитател. Така те се социализират и придобиват чувство за „осъзната дисциплина“.
След педагогическата си практика и организационна работа (главно в Североизточна Украйна) Макаренко се преселва в Москва, където покрай работата си започва да пише по професията си. Сред по-известните му произведения са „Знамена на кулите“ (1938 г.) и романизираният разказ „Педагогическа поема“ (1933 – 1935 г.), в който споделя натрупания възпитателски опит. Книгата „Педагогическа поема“ е преведена на френски и български.

## Издания
- Макаренко, Антон. Лекции за възпитанието на децата. Беседи за родители.   София, Дружество на работниците по просветата, 1947. с. 126. (на български)
- Макаренко, Антон. Педагогическа поема.   София, БКП, 1949. с. 688. (на български)
- Макаренко, Антон. Избрани педагогически произведения.   София, Народна просвета, 1950. с. 505. (на български)
- Макаренко, Антон. Знамена на кулите.   София, Народна култура, 1954. с. 426. (на български)
- Макаренко, Антон. Подготовка юных пловцов.   Москва, Физкультура и спорт, 1974. с. 283. (на руски)
- Макаренко, Антон. Воспитание гражданина.   Москва, Просвещение, 1988. с. 302. (на руски)
- Макаренко, Антон. Книга за родителите.   София, Асеневци, 2016. с. 312. (на български)